# Coppa dei Campioni d'Africa 1980
La Coppa dei Campioni d'Africa 1980 è stata la sedicesima edizione del massimo torneo calcistico africano per squadre di club maggiori maschili.

## Risultati

### Primo turno
| Squadra 1           | Totale | Squadra 2          | Andata | Ritorno |
| ------------------- | ------ | ------------------ | ------ | ------- |
| Canon Yaoundé       | 7 - 3  | Primeiro de Agosto | 3 - 0  | 4 - 3   |
| AS Niamey           | 0 - 2  | Djoliba            | 0 - 1  | 0 - 2   |
| Anges ABC           | 4 - 5  | Hearts of Oak      | 2 - 3  | 2 - 2   |
| Benfica de Bissau   | 2 - 7  | Stella Adjamé      | 0 - 4  | 2 - 3   |
| Costa do Sol        | 1 - 3  | AS Bilima          | 0 - 0  | 1 - 3   |
| Sony Elá Nguema     | 1 - 4  | Semassi            | 1 - 0  | 0 - 4   |
| Garde Nationale     | 1 - 3  | Hafia              | 1 - 1  | 0 - 2   |
| Horseed             | 0 - 2  | Gor Mahia          | 0 - 0  | 0 - 2   |
| Linare              | 2 - 4  | Simba              | 2 - 1  | 0 - 3   |
| Wallidan            | 1 - 2  | Silures            | 1 - 1  | 0 - 1   |
| Mighty Blackpool    | 1 - 4  | ASF Police         | 1 - 2  | 0 - 2   |
| Olympic Real Bangui | 1 - 4  | Étoile du Congo    | 0 - 1  | 1 - 3   |
| Dragons             | 0 - 3  | MC Alger           | 0 - 0  | 0 - 3   |
| Bendel Insurance    | a tav. | UCB                | -      | -       |
| Fortior Mahajanga   | a tav. | Mighty Wanderers   | -      | -       |

### Secondo turno
| Squadra 1        | Totale          | Squadra 2         | Andata | Ritorno |
| ---------------- | --------------- | ----------------- | ------ | ------- |
| Djoliba          | 1 - 2           | Hearts of Oak     | 1 - 1  | 0 - 1   |
| Étoile du Congo  | 1 - 1 (3-1 dcr) | Hafia             | 0 - 1  | 1 - 0   |
| Simba            | 2 - 5           | Union Douala      | 2 - 4  | 0 - 1   |
| Silures          | 0 - 4           | Canon Yaoundé     | 0 - 1  | 0 - 3   |
| Semassi          | 1 - 2           | ASF Police        | 1 - 1  | 0 - 1   |
| Stella Adjamé    | 5 - 5 (gfc)     | MC Alger          | 4 - 2  | 1 - 3   |
| Bendel Insurance | 4 - 4 (gfc)     | Gor Mahia         | 1 - 2  | 3 - 2   |
| AS Bilima        | 4 - 1           | Fortior Mahajanga | 3 - 0  | 1 - 1   |

### Quarti di finale
| Squadra 1       | Totale      | Squadra 2        | Andata | Ritorno |
| --------------- | ----------- | ---------------- | ------ | ------- |
| Hearts of Oak   | 1 - 4       | AS Bilima        | 1 - 3  | 0 - 1   |
| Étoile du Congo | 3 - 3 (gfc) | Bendel Insurance | 3 - 2  | 0 - 1   |
| ASF Police      | 3 - 5       | Union Douala     | 0 - 3  | 3 - 2   |
| Canon Yaoundé   | 3 - 3 (gfc) | MC Alger         | 2 - 0  | 1 - 3   |

### Semifinali
| Squadra 1     | Totale | Squadra 2        | Andata | Ritorno |
| ------------- | ------ | ---------------- | ------ | ------- |
| Union Douala  | 2 - 5  | AS Bilima        | 1 - 0  | 1 - 5   |
| Canon Yaoundé | 4 - 2  | Bendel Insurance | 0 - 0  | 4 - 2   |

### Finale

#### Andata
| Garoua 30 novembre 1980 | Canon Yaoundé | 2 – 2 | AS Bilima | Stadio Militare |

#### Ritorno
| Kinshasa 14 dicembre 1980 | AS Bilima | 0 – 3 | Canon Yaoundé | Stadio 20 maggio |